# Helen Freeman
Pour les articles homonymes, voir Freeman.
Helen Freeman est une actrice américaine, née le 3 août 1886 à Saint-Louis (Missouri) et morte le 25 décembre 1960 à Los Angeles (Californie).

## Biographie

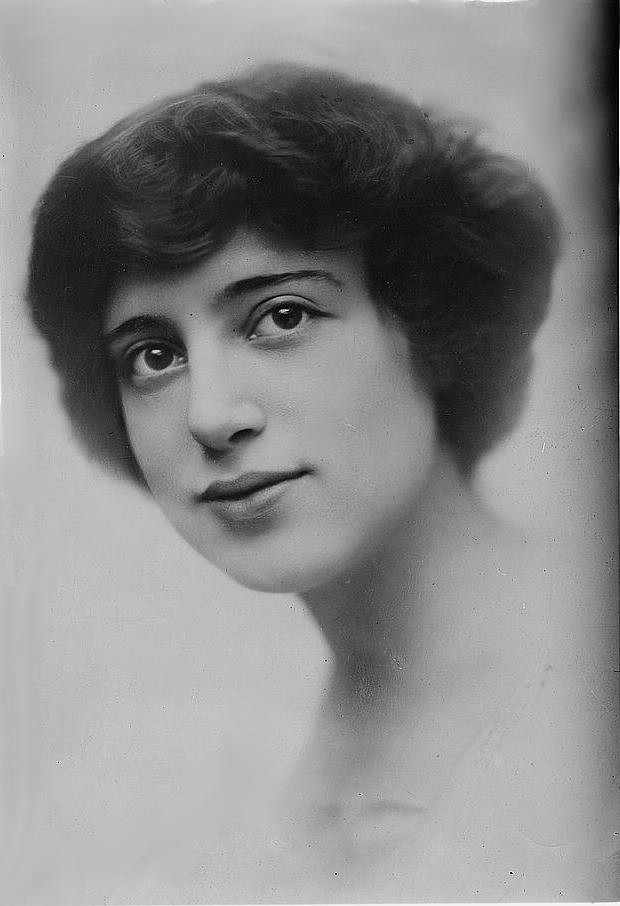
Vers 1913

Helen Freeman entame au théâtre sa carrière d'actrice et joue notamment à Broadway (New York) dans vingt-quatre pièces, la première en 1908 (Jack Straw de William Somerset Maugham, avec Mary Boland), la dernière en 1934.
Entretemps, citons Sherlock Holmes de William Gillette (1915, avec l'auteur dans le rôle-titre), La Sonate des spectres d'August Strindberg (1923, avec Walter Abel), Amour pour amour de William Congreve (1925, avec Walter Abel et Edgar Stehli), Becky Sharp (adaptation de La Foire aux vanités de William Makepeace Thackeray, 1929, avec Ernest Cossart et Basil Sydney), ou encore Le Roman de Marguerite Gautier (adaptation de La Dame aux camélias d'Alexandre Dumas fils, 1932, avec Lillian Gish dans le rôle-titre).
Toujours à Broadway, elle apparaît aussi dans l'opérette Patience d'Arthur Sullivan et William S. Gilbert (1924-1925, avec Edgar Stehli).
Au cinéma, Helen Freeman débute dans deux films muets sortis en 1915, dont The Morals of Marcus (en) d'Edwin S. Porter et Hugh Ford (avec Marie Doro).
Elle ne revient à l'écran qu'après le passage au parlant, interprétant d'abord Nancy Hanks Lincoln dans Abraham Lincoln de D. W. Griffith (1930, avec Walter Huston dans le rôle-titre). Suivent trente-cinq autres films américains, le dernier étant Les Amours de Carmen de Charles Vidor (1948, avec Rita Hayworth et Glenn Ford).
Dans l'intervalle, mentionnons Le Cantique des cantiques de Rouben Mamoulian (1933, avec Marlène Dietrich et Brian Aherne), Nana de Dorothy Arzner et George Fitzmaurice (1934, avec Anna Sten et Lionel Atwill), Impétueuse jeunesse de Clarence Brown (1935, avec Lionel Barrymore et Eric Linden), Mademoiselle Fifi de Robert Wise (1944, avec Simone Simon et Kurt Kreuger), ainsi que L'Intrigante de Saratoga de Sam Wood (1945, avec Ingrid Bergman et Gary Cooper).

## Théâtre à Broadway (intégrale)
- 1908 : Jack Straw de William Somerset Maugham, production de Charles Frohman : Rosie Abbott
- 1909 : The Flag Lieutenant de W. P. Drury et Leo Trevor, mise en scène de Gustav von Seyffertitz
- 1909-1910 : The Fires of Fate d'Arthur Conan Doyle, production de Charles Frohman
- 1911 : Trewlany of the « Wells » d'Arthur Wing Pinero, production de Charles Frohman : Clara De Foenix
- 1911 : Alice Sit-by-the-Fire de J. M. Barrie
- 1912 : Tainted Philanthropy d'Abraham Goldknopf
- 1913 : The Man Inside de Roland Burnham Molineux, production de David Belasco : Annie
- 1915 : Sherlock Holmes de William Gillette, d'après les écrits d'Arthur Conan Doyle
- 1919 : Les Revenants (Ghosts) d'Henrik Ibsen : Regina Engstrand
- 1919 : Los intereses creados (The Bonds of Interest) de Jacinto Benavente : Silvia
- 1919 : John Ferguson de St. John Ervine
- 1921 : The Great Way : Dulce (+ auteur — avec Horace Fish — et metteur en scène — avec Reginald Pole —)
- 1922 : Bavu d'Earl Carroll (également producteur et metteur en scène) : Annia
- 1923 : La Sonate des spectres (The Spook Sonata ou The Ghost Sonata) d'August Strindberg : la jeune femme
- 1924 : Fashion d'Anna Cora Mowatt : Seraphina
- 1924 : The Saint de Stark Young : Freda
- 1924-1925 : S.S. Glencairn d'Eugene O'Neill : Marietta
- 1924-1925 : Patience, opérette, musique d'Arthur Sullivan, livret de William S. Gilbert : Lady Angela
- 1925 : Michel Auclair de Charles Vildrac : Suzanne Catelain
- 1925 : Amour pour amour (Love for Love) de William Congreve : Angelica
- 1927 : The House of Women de Louis Bromfield : Irene Shane
- 1928 : These Days de Katharine Clugston : Mlle Signhild Valdemir Van Alstyne
- 1929 : Becky Sharp, adaptation par Langdon Mitchell du roman La Foire aux vanités de William Makepeace Thackeray : la duchesse de Richmond[1]
- 1932 : Le Roman de Marguerite Gautier (Camille), adaptation par Edna et Delos Chappell et Robert Edmond Jones du roman La Dame aux camélias d'Alexandre Dumas fils : Olympe[2]
- 1934 : Mother Lode de Dan Totheroh et George O'Neil, mise en scène de Melvyn Douglas : Mme Lorska

## Filmographie partielle

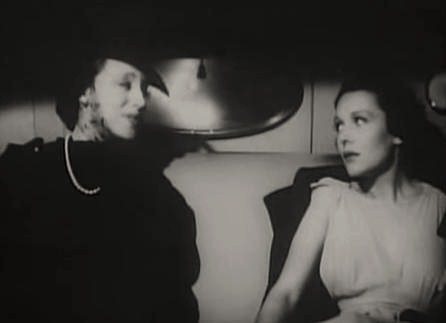
Avec Louise Campbell (à d.), dans Le Triomphe de Bulldog Drummond (1937)

- 1915 : The Morals of Marcus (en) d'Edwin S. Porter et Hugh Ford : Dora
- 1915 : Are You a Mason? de Thomas N. Heffron : Helen Perry
- 1930 : Abraham Lincoln de D. W. Griffith : Nancy Hanks Lincoln
- 1932 : L'Âme du ghetto (Symphony of Six Million) de Gregory La Cava : Mlle Spencer
- 1933 : Le Cantique des cantiques (The Song of Songs) de Rouben Mamoulian : Fräulein Von Schwertfeger
- 1933 : Doctor Bull de John Ford : Helen Upjohn
- 1933 : Dans tes bras (Hold Your Man) de Sam Wood : Mlle Davis
- 1934 : Nana de Dorothy Arzner et George Fitzmaurice : Sabine Muffat
- 1934 : Filles d'Amérique (Finishing School) de George Nichols Jr. et Wanda Tuchock : Dr. Hewitt
- 1934 : L'Espionne Fräulein Doktor (Stambul Quest) de Sam Wood : sœur Ursula
- 1935 : Anna Karénine (Anna Karenina) de Clarence Brown : Barbara
- 1935 : Impétueuse Jeunesse (Ah, Wilderness!) de Clarence Brown : Mlle Hawley
- 1935 : Spring Tonic de Clyde Bruckman
- 1935 : Doubting Thomas de David Butler
- 1935 : Les Derniers Jours de Pompéi (The Last Days of Pompeii) de Merian C. Cooper et Ernest B. Schoedsack : Martha
- 1937 : Le Triomphe de Bulldog Drummond (Bulldog Drummond Comes Back) de Louis King : Irena Soldanis
- 1938 : Safety in Numbers de Malcolm St. Clair : Mme Stewart
- 1944 : Le Corps céleste (The Heavenly Body) d'Alexander Hall et Vincente Minnelli : Stella
- 1944 : Madame Parkington (Mrs. Parkington) de Tay Garnett : Helen Stilham
- 1944 : Mademoiselle Fifi (titre original) de Robert Wise : la comtesse de Bréville
- 1945 : L'Intrigante de Saratoga (Saratoga Trunk) de Sam Wood : Mme Nicholas Dulaine
- 1946 : Le Joyeux Barbier (Monsieur Beaucaire) de George Marshall : la reine d'Espagne
- 1946 : So Dark the Night de Joseph H. Lewis : la veuve Bridelle
- 1947 : L'Aventure de madame Muir (The Ghost and Mrs. Muir) de Joseph L. Mankiewicz : l'auteur éconduite chez l'éditeur
- 1947 : Un mariage à Boston (The Late George Apley) de Joseph L. Mankiewicz : Lydia
- 1948 : Les Amours de Carmen (The Loves of Carmen) de Charles Vidor : une marchande